# He Hanbin
He Hanbin (Nanchang, 10 de janeiro de 1986) é um jogador de badminton chinesa, medalhista olímpico, especialista em duplas.

## Carreira
He Hanbin representou seu país nos Jogos Olímpicos de Verão de 2008, conquistando a medalha de bronze nas duplas mistas com Yu Yang. 